# Joe Layton
Joe Layton, all'anagrafe Joseph Lichtman (Brooklyn, 3 maggio 1931 – Key West, 5 maggio 1994) è stato un coreografo statunitense.

## Biografia
Dopo il debutto a Broadway come ballerino in Wonderful Town, Layton lasciò la carriera sulle scene per dedicarsi all'attività da coreografo, che lo portò a coreografare quasi venti musical a Broadway tra il 1959 e il 1989, tra cui la produzione originale di The Sound of Music del 1959. Per il suo lavoro nei musical No Strings (1962) e George M! (1968) ha vinto due Tony Award alle migliori coreografie. Nel corso della sua carriera ha curato anche le coreografie e la messa in scena dei concerti a Broadway di Bette Midler, Diana Ross e Cher. Attivo anche in campo televisivo e cinematografico, nel 1965 ha vinto un Premio Emmy per lo special My Name Is Barbra.
Joe Layton fu sposato con l'attrice Evelyn Russell dal 1959 alla morte della donna nel 1976; la coppia ebbe un figlio, Jeb James Layton.

## Filmografia parziale

### Coreografo
- Millie (Thoroughly Modern Millie), regia di George Roy Hill (1967)
- Annie, regia di John Huston (1982)
- Giorni di gloria... giorni d'amore (For the Boys), regia di Mark Rydell (1991)